# Лукинов, Иван Илларионович
Иван Илларионович Лукинов (укр. Іван Іларіонович Лукінов; 5 октября 1927, Поповка, Курская губерния — 4 декабря 2004, Вашингтон) — советский и украинский экономист.
Академик АН УССР (с 1976), АН СССР (с 1984), Российской академии наук (1992), ВАСХНИЛ (1973), Российской академии сельскохозяйственных наук (1992), Украинской академии аграрных наук (1991), Академии экономических наук Украины (1993).
Академик и почётный член Шведской королевской академии сельского и лесного хозяйства (1975), член Международной ассоциации экономистов-аграриев (1970), член Европейской ассоциации экономистов-аграриев (1977).

## Биография
Родился 5 октября 1927 года в селе Поповка (ныне — Корочанского района Белгородской области).
С ранних лет помогал семье по сельскохозяйственным работам. В 1941 году окончил 8 классов средней школы.
В 1946 году окончил Корочанский сельскохозяйственный техникум, в 1951 году — Харьковский сельскохозяйственный институт (экономический факультет), в 1954 году — аспирантуру Института экономики Академии наук УССР (Киев). Защитил диссертации на соискание учёной степени кандидата экономических наук (1954) и доктора экономических наук (1964). В 1968 году ему было присвоено учёное звание профессора.
В студенческие годы занимал должности техника и инженера северодонецкой экспедиции «Агролеспроект».
Работал директором (1967—1976) Украинского НИИ экономики и организации сельского хозяйства им. А. Г. Шлихтера. И. о. директора (1976—1977), директор (с 1977) Института экономики АН УССР (впоследствии Национальной АН Украины, с февраля 2003 года — почётный директор Института экономики НАН Украины, с 1 января 2004 года — Объединённого института экономики НАН Украины. Член Президиума (c 1976); и. о. академика-секретаря (1976—1977), академик-секретарь (1993—1998) Отделения экономики; вице-президент, председатель Секции общественных наук (1979—1993) НАН Украины.
Умер в Вашингтоне на 78-м году жизни 4 декабря 2004 года. Похоронен в Киеве на Байковом кладбище (участок № 49б).

## Награды
- Заслуженный деятель науки и техники Украины (1997);
- Лауреат Государственной премии Украины в области науки и техники;
- Орден Ленина;
- Орден Трудового Красного Знамени;
- Орден «Знак Почёта»;
- Почётная грамота Президиума Верховного Совета УССР;
- «Золотая медаль» — Ассоциации содействия национальной промышленности Франции;
- «Золотая медаль» как «Руководителю XXI века» — «Европейских Контрактов»;
- «Золотая медаль Н. Д. Кондратьева» — Межнародного фонда Н. Д. Кондратьева и Российской академии естественных наук им. В. И. Вернадского (РФ).

## Научные труды
Опубликовано более 550 научных трудов, в том числе 77 книг и брошюр, из них 5 индивидуальных и 25 коллективных монографий. Немало трудов были переведены на иностранные языки. Также И. И. Лукинов является соавтором ряда учебников с политической экономии и экономики сельского хозяйства.

### Основные труды
На русском языке
- Лукинов И. И. Проблемы экономических взаимоотношений государства с колхозами. — Киев, 1974. — Премия им. В. С. Немчинова ВАСХНИЛ, 1975 год.
- Лукинов И. И. Воспроизводство и цены. — М.: Экономика, 1977. — 431 с. — Государственная премия УССР в области науки и техники, 1979 год.
- Лукинов И. И. Аграрные проблемы развитого социализма. — 1979. — Премия им. А. Г. Шлихтера АН УССР, 1983 год.
- Лукинов И. И. Эволюция экономических систем. — М., 2002.

На украинском языке
- Лукінов І. І. Экономические трансформации (в конце XX века) = Економічні трансформаціï (наприкінці XX сторіччя). — Нац. АН Украïни. Ін-т економіки. — Киев, 1997. — 455 с. — Премия им. М. В. Птухи НАН Украины, 1998 год.